# Saint-Memmie
Saint-Memmie est une commune française située dans le département de la Marne, en région Grand Est.
Ses habitants sont des Mengeots et Mengeottes.

## Géographie

### Localisation
La commune de Saint-Memmie fait partie de l'agglomération de Châlons-en-Champagne. Elle est traversée par le Mau et la N 44.

### Communes limitrophes
Les communes limitrophes sont  Châlons-en-Champagne, Courtisols, L'Épine et Sarry.
| Châlons-en-Champagne | Châlons-en-Champagne | L'Épine    |
| Châlons-en-Champagne | Saint-Memmie         | Courtisols |
| Châlons-en-Champagne | Sarry                |            |

### Hydrographie
La commune est dans la région hydrographique « la Seine de sa source au confluent de l'Oise (exclu) » au sein du bassin Seine-Normandie. Elle est drainée par le Mau,.

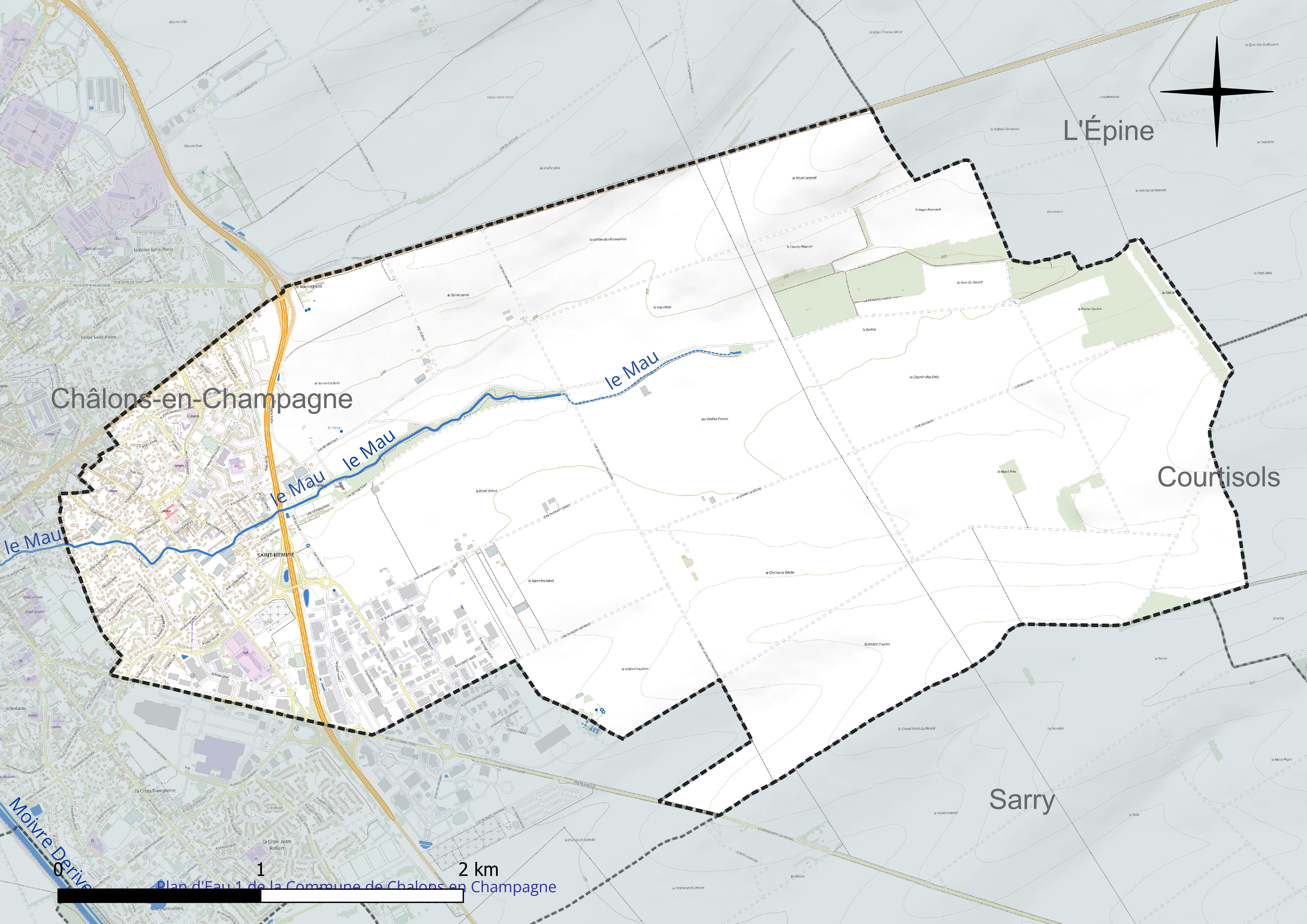
Réseau hydrographique de Saint-Memmie.

### Climat
Pour des articles plus généraux, voir Climat du Grand Est et Climat de la Marne.
En 2010, le climat de la commune est de type climat océanique dégradé des plaines du Centre et du Nord, selon une étude du Centre national de la recherche scientifique s'appuyant sur une série de données couvrant la période 1971-2000. En 2020, Météo-France publie une typologie des climats de la France métropolitaine dans laquelle la commune est exposée à un climat océanique altéré et est dans la région climatique  Nord-est du bassin Parisien, caractérisée par un ensoleillement médiocre, une pluviométrie moyenne régulièrement répartie au cours de l’année et un hiver froid (3 °C). 
Pour la période 1971-2000, la température annuelle moyenne est de 10,4 °C, avec une amplitude thermique annuelle de 16,2 °C. Le cumul annuel moyen de précipitations est de 657 mm, avec 11,2 jours de précipitations en janvier et 8,4 jours en juillet. Pour la période 1991-2020, la température moyenne annuelle observée sur la station météorologique de Météo-France la plus proche, « Fagnières-Inra », sur la commune de Fagnières à 5 km à vol d'oiseau, est de 11,2 °C et le cumul annuel moyen de précipitations est de 632,3 mm. 
La température maximale relevée sur cette station est de 41,8 °C, atteinte le 25 juillet 2019 ; la température minimale est de −21 °C, atteinte le 6 janvier 1985,,. 
| Mois                                  | jan.            | fév.             | mars           | avril         | mai             | juin           | jui.          | août           | sep.           | oct.          | nov.           | déc.            | année     |
| ------------------------------------- | --------------- | ---------------- | -------------- | ------------- | --------------- | -------------- | ------------- | -------------- | -------------- | ------------- | -------------- | --------------- | --------- |
| Température minimale moyenne (°C)     | 0,5             | 0,6              | 2,6            | 4,8           | 8,5             | 11,3           | 13,4          | 13,2           | 10,1           | 7,5           | 3,8            | 1,4             | 6,5       |
| Température moyenne (°C)              | 3,4             | 4,1              | 7,3            | 10,4          | 14,1            | 17,2           | 19,6          | 19,4           | 15,7           | 11,7          | 6,9            | 4,1             | 11,2      |
| Température maximale moyenne (°C)     | 6,2             | 7,6              | 12             | 16            | 19,7            | 23,1           | 25,9          | 25,6           | 21,2           | 16            | 10             | 6,7             | 15,8      |
| Record de froid (°C) date du record   | −21 06.01.1985  | −14,6 07.02.1991 | −12,4 01.03.05 | −5,2 11.04.03 | −0,7 08.05.1997 | 0,3 04.06.1991 | 4 22.07.1980  | 3,6 28.08.1979 | 0,8 17.09.1971 | −4 17.10.1992 | −13 24.11.1998 | −18 29.12.1976  | −21 1985  |
| Record de chaleur (°C) date du record | 15,9 05.01.1999 | 20,5 27.02.19    | 24,9 30.03.21  | 28,7 20.04.18 | 32,3 28.05.17   | 36,7 28.06.11  | 41,8 25.07.19 | 41,1 12.08.03  | 34,1 05.09.23  | 28,4 13.10.23 | 21,8 07.11.15  | 16,8 16.12.1989 | 41,8 2019 |
| Précipitations (mm)                   | 49,4            | 44,1             | 43,7           | 43,4          | 55,2            | 56,5           | 56,2          | 56,5           | 49             | 59,5          | 55,4           | 63,4            | 632,3     |

| Diagramme climatique                                  |            |           |           |             |              |              |              |            |           |           |            |
| J                                                     | F          | M         | A         | M           | J            | J            | A            | S          | O         | N         | D          |
| 6,20,549,4                                            | 7,60,644,1 | 122,643,7 | 164,843,4 | 19,78,555,2 | 23,111,356,5 | 25,913,456,2 | 25,613,256,5 | 21,210,149 | 167,559,5 | 103,855,4 | 6,71,463,4 |
| Moyennes : • Temp. maxi et mini °C • Précipitation mm |            |           |           |             |              |              |              |            |           |           |            |

Les paramètres climatiques de la commune ont été estimés pour le milieu du siècle (2041-2070) selon différents scénarios d'émission de gaz à effet de serre à partir des nouvelles projections climatiques de référence DRIAS-2020. Ils sont consultables sur un site dédié publié par Météo-France en novembre 2022.

## Urbanisme

### Typologie
Au 1er janvier 2024, Saint-Memmie est catégorisée centre urbain intermédiaire, selon la nouvelle grille communale de densité à sept niveaux définie par l'Insee en 2022.
Elle appartient à l'unité urbaine de Châlons-en-Champagne, une agglomération intra-départementale regroupant cinq  communes, dont elle est une commune de la banlieue,,. Par ailleurs la commune fait partie de l'aire d'attraction de Châlons-en-Champagne, dont elle est une commune du pôle principal,. Cette aire, qui regroupe 97 communes, est catégorisée dans les aires de 50 000 à moins de 200 000 habitants,.

### Occupation des sols

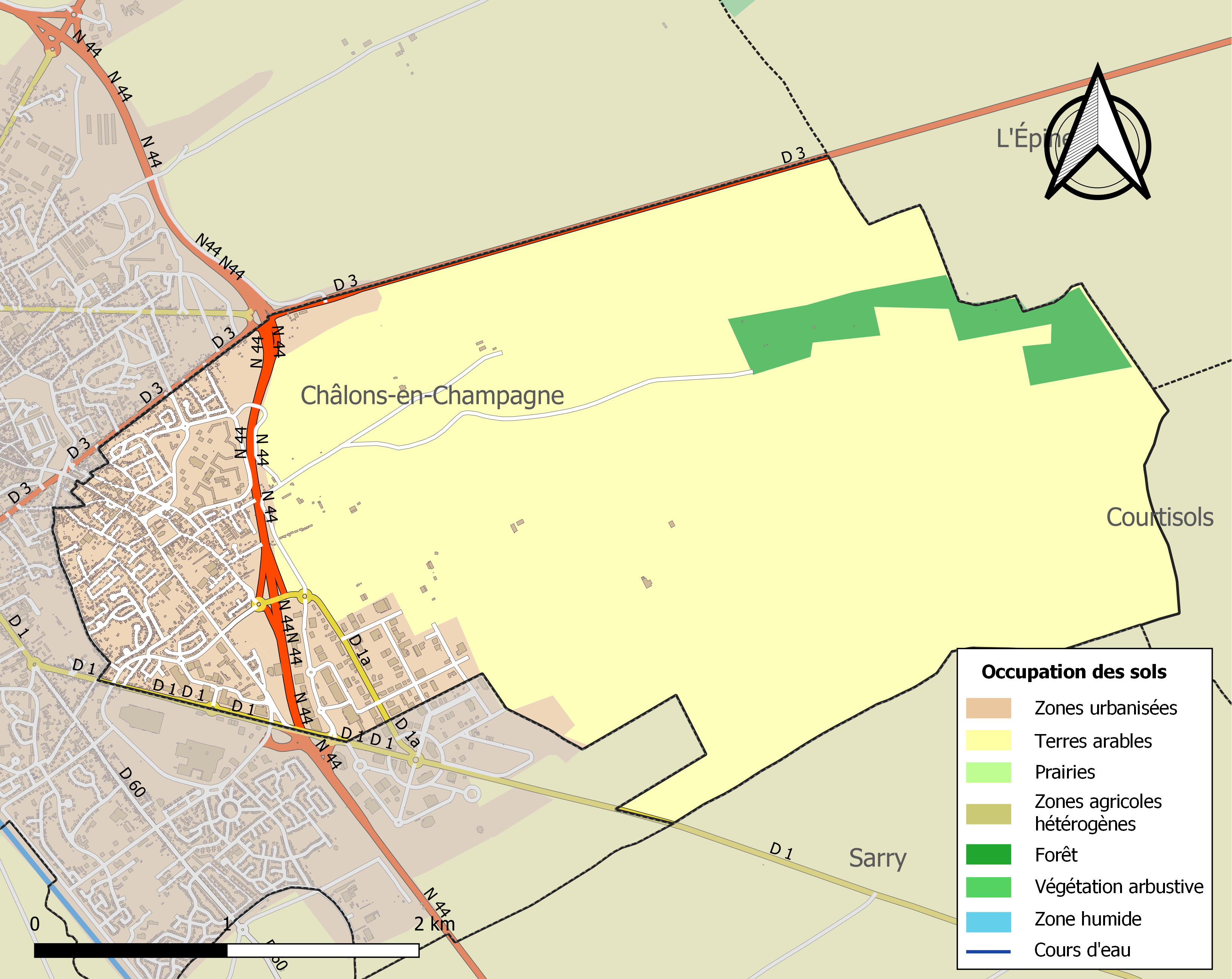
Carte des infrastructures et de l'occupation des sols de la commune en 2018 (CLC).

L'occupation des sols de la commune, telle qu'elle ressort de la base de données européenne d’occupation biophysique des sols Corine Land Cover (CLC), est marquée par l'importance des territoires agricoles (77,6 % en 2018), en diminution par rapport à 1990 (81,6 %). La répartition détaillée en 2018 est la suivante : 
terres arables (77,6 %), zones urbanisées (12,6 %), zones industrielles ou commerciales et réseaux de communication (6,1 %), forêts (3,7 %). L'évolution de l’occupation des sols de la commune et de ses infrastructures peut être observée sur les différentes représentations cartographiques du territoire : la carte de Cassini (XVIIIe siècle), la carte d'état-major (1820-1866) et les cartes ou photos aériennes de l'IGN pour la période actuelle (1950 à aujourd'hui).

## Toponymie
Le nom de la localité est attesté sous les formes Spelunca deserti, quæ vocabatur Buxeria, a civitate fere milliario uno distans (fin du viie siècle ?) ; Ecclesia Sancti Memmii (vers 948) ; Sanctus Memmius (1214) ; Sanctus Mancius Cathalaunensis (vers 1220) ; Saint-Mange de Chaalons, Saint-Mange (1231) ; Sanctus Memmius Cathalaunensis (vers 1252) ; Saint-Mange lez Chalons (1286) ; Saint-Menge (1323) ; Sanctus Mangius Cathalaunensis (1346) ; Sainct-Menge emprez Chaalons (1368) ; Saint-Menge lez Chaalons (1376) ; Monasterium Sancti Memmii in suburbio Cath (1389) ; Saint-Memje lez Chaalons (1509) ; Saint-Mesme de Chalons (milieu du xvie siècle) ; L'abbaye de S.-Mange ou St-Memmie-lez-Chaalons (1563) ; Monasterium Sancti Memmiextra et prope muros Cathal (1626) ; Sainct-Memie-lez-Chaalons (1628) ; Saint-Menje-lez-Chaalons (1636) ; Brutus (1793) ; Mengeval (1794).

Saint-Memmie est un hagiotoponyme qui fait référence à Memmie de Châlons ou Menge, premier évêque de Châlons-en-Champagne.

## Histoire
Une importante nécropole se trouvait au lieu-dit le Chemin des Dats, sur la limite l'Epine, à  droite et en léger surplomb du Mau. Sur ce lieu, plus de cent sépultures ont été fouillées par Bossus (1894-95), l'abbé Favret, Schmit et Lemoine (~1904) et mirent aussi au jour des traces d'habitations, de silos. 

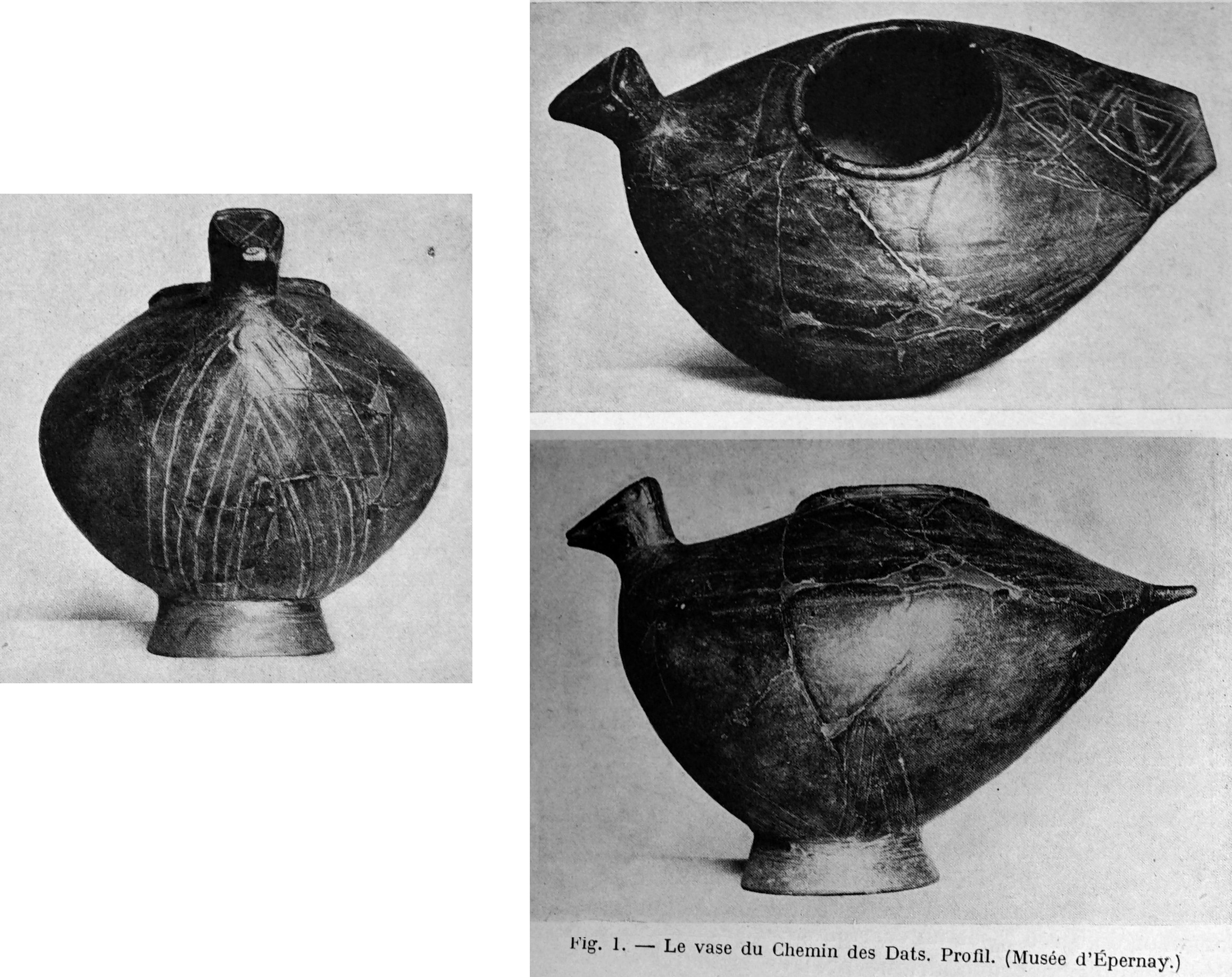
Vase avifore du le chemin des Dats
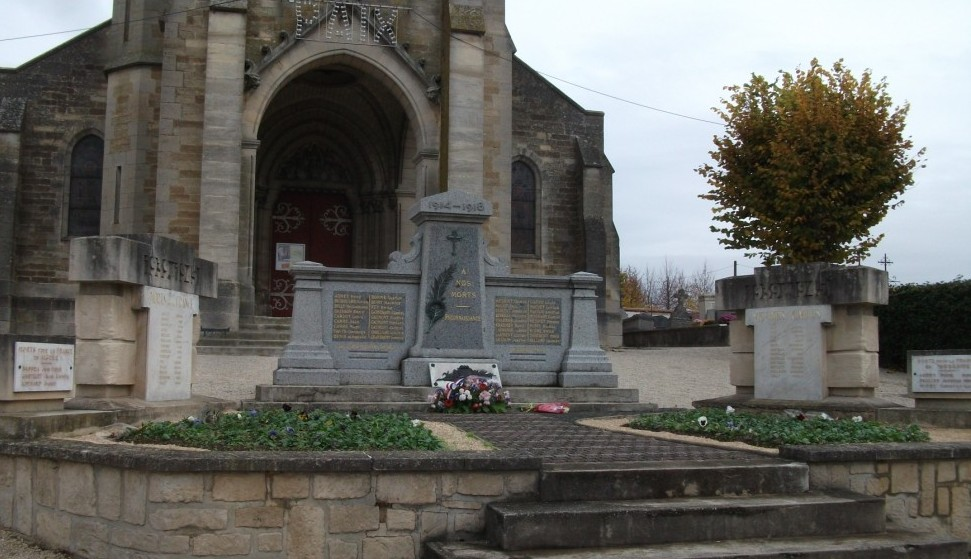
Le monument aux morts.

Les objets datent du Ve siècle av. J.-C. mais aucune datation, plus ancienne, n'est précisée pour les habitations (néolithiques ?). Une autre fouille eut lieu rue du Pont-Alips et pourrait être la limite de la tombe à char de Châlons.
Au cours de la Révolution française, la commune porta provisoirement le nom de Brutus.

## Héraldique
| Armes de Saint-Memmie | Les armes de la commune se blasonnent ainsi : d'azur à la croix alésée cantonnée au premier d'une lettre S capitale et au quatrième d'une lettre M capitale, le tout d'or. |

## Politique et administration

### Liste des maires
| Période                                  | Période                      | Identité      | Étiquette             | Qualité                                                                     |
| ---------------------------------------- | ---------------------------- | ------------- | --------------------- | --------------------------------------------------------------------------- |
| Les données manquantes sont à compléter. |                              |               |                       |                                                                             |
|                                          | 1876                         | Giraud        |                       |                                                                             |
| 1877                                     |                              | Pannet        |                       |                                                                             |
| 1929                                     | ?                            | F. Mallet     |                       |                                                                             |
| mars 1971                                | mars 1989                    | André Dosnon  |                       |                                                                             |
| mars 1989                                | juin 1995                    | Marc Hamet    | DVD                   | Directeur de société Conseiller général de Châlons-4 (1982 → 1998)          |
| juin 1995                                | mars 2014                    | Pierre Faynot | UDF puis UMP puis PCD | Économiste de la construction Conseiller général de Châlons-4 (1998 → 2015) |
| mars 2014                                | En cours (au 4 juillet 2014) | Sylvie Butin  | UMP-LR                |                                                                             |
| Les données manquantes sont à compléter. |                              |               |                       |                                                                             |

## Démographie
L'évolution du nombre d'habitants est connue à travers les recensements de la population effectués dans la commune depuis 1793. Pour les communes de moins de 10 000 habitants, une enquête de recensement portant sur toute la population est réalisée tous les cinq ans, les populations de référence des années intermédiaires étant quant à elles estimées par interpolation ou extrapolation. Pour la commune, le premier recensement exhaustif entrant dans le cadre du nouveau dispositif a été réalisé en 2008.

En 2022, la commune comptait 5 439 habitants, en évolution de −1,96 % par rapport à 2016 (Marne : −1,19 %, France hors Mayotte : +2,11 %).
| 1793 | 1800 | 1806 | 1821 | 1831 | 1836 | 1841 | 1846 | 1851 |
| ---- | ---- | ---- | ---- | ---- | ---- | ---- | ---- | ---- |
| 690  | 619  | 588  | 512  | 618  | 607  | 792  | 707  | 672  |

| 1856 | 1861 | 1866 | 1872 | 1876 | 1881 | 1886 | 1891 | 1896  |
| ---- | ---- | ---- | ---- | ---- | ---- | ---- | ---- | ----- |
| 644  | 691  | 683  | 649  | 838  | 827  | 937  | 914  | 1 017 |

| 1901 | 1906 | 1911 | 1921  | 1926  | 1931  | 1936  | 1946  | 1954  |
| ---- | ---- | ---- | ----- | ----- | ----- | ----- | ----- | ----- |
| 970  | 952  | 877  | 1 048 | 1 229 | 1 304 | 1 480 | 1 618 | 1 604 |

| 1962  | 1968  | 1975  | 1982  | 1990  | 1999  | 2006  | 2008  | 2013  |
| ----- | ----- | ----- | ----- | ----- | ----- | ----- | ----- | ----- |
| 2 032 | 2 355 | 6 591 | 6 654 | 6 070 | 5 670 | 5 395 | 5 317 | 5 595 |

| 2018  | 2022  | - | - | - | - | - | - | - |
| ----- | ----- | - | - | - | - | - | - | - |
| 5 473 | 5 439 | - | - | - | - | - | - | - |

## Vie communale
- Ville fleurie : trois fleurs.
- La ville accueille le Saint-Memmie Olympique, club de football féminin.

## Lieux et monuments
- L'abbaye Saint-Memmie de Châlons.

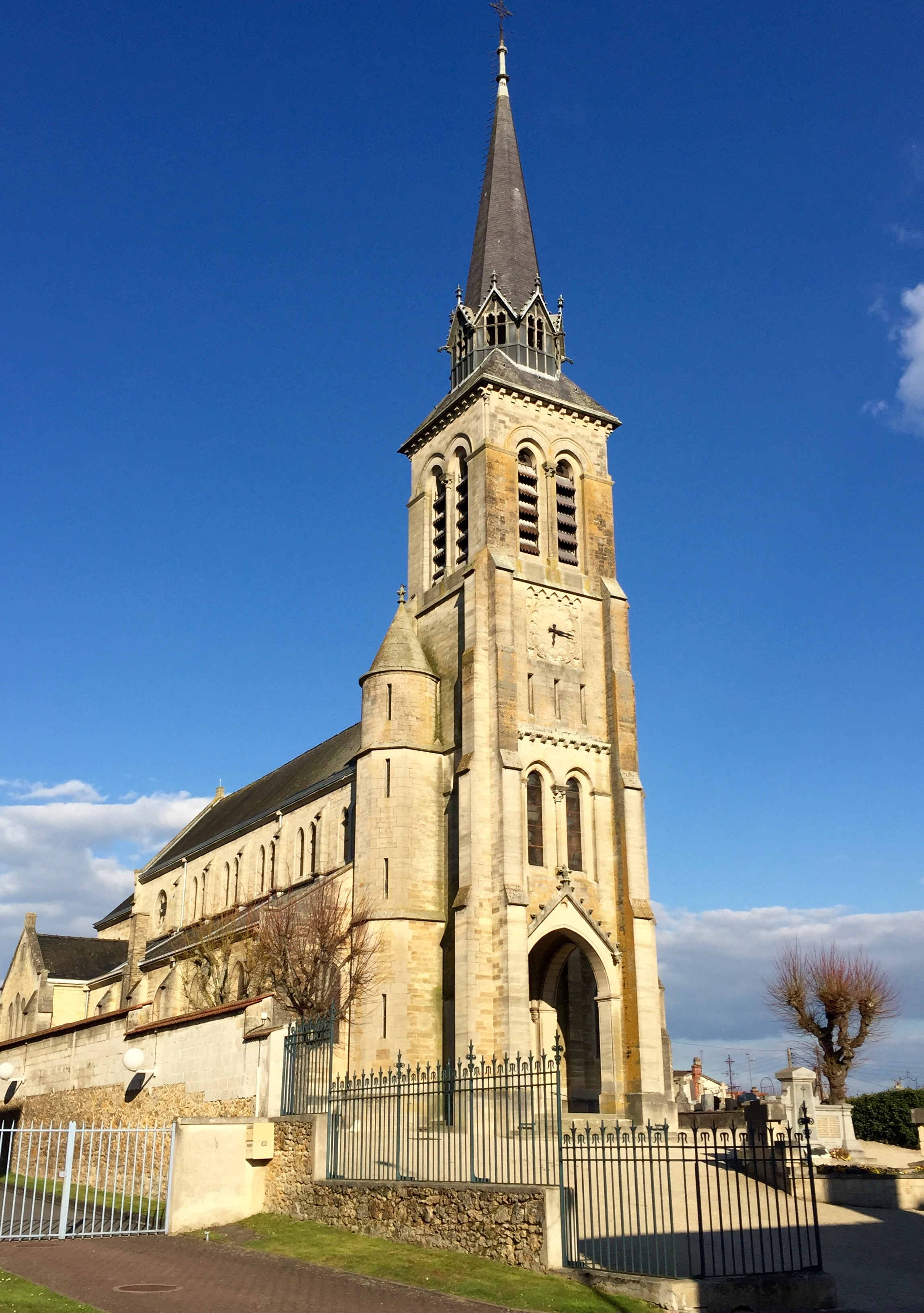
L'église, portail ouest.

- L'église Saint-Memmie (troisième tiers du XIXe siècle). Tombeau de saint Memmie, premier évêque de Châlons-en-Champagne. Ensemble de vitraux XIXe siècle (Vermonet-Pommery et Marquant-Vogel, verriers à Reims). Orgue de tribune de Jean Blési, de 1887. Belles pierres tombales XIIe – XIIIe siècles (MH) (deux d'entre elles désormais recouvertes par une moquette collée)[26].
- L'hôtel de ville : ancien petit séminaire. Bâtiments des architectes Cl. M. de Granrut puis Vagny et Collin. Grande chapelle (espace culturel) avec de belles pierres tombales provenant de la chapelle de l'Hôtel-Dieu de Châlons.
- Le Fontenay : intéressante construction des années 1820.
- L'habitat traditionnel champenois en craie et torchis dans le vieux Saint-Memmie.

## Personnalités liées à la commune
- Memmie de Châlons, premier évêque de Châlons-en-Champagne (IIIe siècle) ;
- Estelle Faguette, (1843-1929), mystique[27] ;
- Eugène Harot (1881-1967), architecte en chef des monuments historiques ;
- Michaël Gregorio, imitateur, a vécu dans la commune de 2002 à 2007[28],[29] ;
- Marinette Pichon, championne de France de football en 2006.

### Article lié
- Liste des communes de la Marne